# いがらしみきお
いがらし みきお（本名：五十嵐 三喜夫、1955年1月13日 - ）は、日本の男性漫画家。宮城県加美郡中新田町（現：加美町）出身、仙台市在住。

## 経歴
幼少期に難聴を患い、現在も難聴が続いている。
高校中退後、広告代理店・印刷所勤務を経て、1979年に三流劇画誌『漫画エロジェニカ』に投稿した『80,その状況』で、24歳で漫画家デビューを果たす。
その後、4コマ漫画雑誌に連載された『ネ暗トピア』が大ブレイク。過激なギャグに加え、予想のつかない展開と奇抜なアイディアなど従来の4コマ漫画の世界にない斬新な内容が評判を呼び、その後も『かかってきなさい』『家宝』など多くの連載と単行本を上梓する人気漫画家となった。
1983年には『あんたが悪いっ』で第12回日本漫画家協会賞優秀賞を受賞するなど、順風満帆な活動を続けるが、父親の死や1ヶ月に24本の連載を抱える多忙さから、1984年に休筆。
休筆中は仙台市に移り、ホラー漫画『グール』の執筆（未発表、のちに発表する「Sink」の原型）やパソコン、ゲートボールなどに熱中、「生涯で一番楽しかった」充電期間を送った。
1986年に『BUGがでる』と『ぼのぼの』の連載を開始し、本格的に復帰。作風も矢印やコマ割りを活かした「行間を読む」内容へと変化するなど、新境地を開拓。特に『ぼのぼの』はかわいらしい動物のキャラクターとディスコミュニケーションによる哲学的な笑いなどの作風が人気を呼び、幅広い層のファン層を獲得。30年以上に渡る連載に加え、絵本やぬいぐるみ、アニメ化されるなど記録的な大ヒットとなった。
その後、自身の事務所 有限会社アイ・エム・オーを設立し、漫画家としての活動と並行し、16ミリ映画の製作や東日本放送・農協のマスコットキャラクターのデザインなど多岐にわたる活動を展開。1993年には自身の手によってアニメ映画『ぼのぼの』を監督し、全国ロードショーとなり評判を集めた。
漫画界でも精力的な活動を続け、少年漫画に挑戦したヒット作『忍ペンまん丸』をはじめ、インターネットに連載という斬新な企画が評判を呼んだホラー漫画『Sink』、自身の経験を織り込み、東北での農村生活をテーマにした『かむろば村へ』などジャンルにとらわれない数多くの作品を発表している。同郷の詩人・尾形亀之助に傾倒し、詩の執筆も行なっている。 
『忍ペンまん丸』の連載中、警察から感謝状を貰っている（詳細は「秘密」としている）。
2014年には『誰でもないところからの眺め』を漫画連載では異例となる思想誌（『atプラス』）で発表。宮城県の海辺の町を舞台に東日本大震災から3年後を描いている。
2015年4月には『かむろば村へ』が、タイトルを『ジヌよさらば〜かむろば村へ〜』（松尾スズキ監督、松田龍平主演）として実写映画化された。
熱烈なサッカーマニアであると共に地元チーム・ベガルタ仙台のファンである。2019年にはクラブとコラボレーションし、レディースの市瀬菜々を題材とした4コマ漫画の連載を開始した。

## 作風
漫画作品の大部分は4コマ漫画である。デビュー作はコマ割ギャグ漫画だが、それ以降は4コマギャグ漫画を書き続ける。当初は下品さと田舎臭さを自虐的に打ち出したような作品が多かったが、次第に「窓際にたたずむ一本のナスを感情移入しつつ眺める」といったシュールな作品が多くなる。その後休筆を経て「ぼのぼの」を生み出すに至り次第にギャグ漫画から離れていく。
現実の人物を登場させることはほとんどなかった。一時は政治家を登場させるシリーズがあったが、政治批判とは縁遠かった。女性アイドルについては、ごくたまに登場させ、たとえば「松田聖子は深夜の楽屋で必死で鼻くそをほじって食べている」といった描写をされた。これらに対する例外はプロレスである。プロレスラーに関しては初期から実名で登場させ、その描き方もプロレスファンであることを伺わせた。後にオリジナルキャラとしてターゴ・ヨサクを生み出している。

## 自画像
初期の自画像は四角い顔で無精ひげを生やした足の短い下品キャラとしてよく登場させた人物（後のテージローさん）の、後ろ姿を使っていた。たいていミカン箱を机代わりにして、両足をその外側に放り出した姿だった。
その後、頭頂部の尖った下膨れの怪物的大男を採用したが、2013年から連載していた『いがらしみきおの笑いの神様』のメインビジュアル以降は実際の顔写真を忠実にしたものを採用している。

## 略歴
- 1979年 - 4コマ漫画家としてエロ劇画誌『エロジェニカ』でデビュー
- 1979年 - 『ネ暗トピア』で圧倒的な支持を得る
- 1983年 - 『あんたが悪いっ』で第12回日本漫画家協会賞優秀賞受賞
- 1984年 - 2年間の休筆に入る
- 1986年 - 『ぼのぼの』連載開始
- 1988年 - 『ぼのぼの』で講談社漫画賞受賞
- 1993年 - 映画『ぼのぼの』を監督
- 1998年 - 『忍ペンまん丸』で第43回小学館漫画賞受賞
- 2009年 - 宮城県芸術選奨（メディア芸術部門）受賞
- 2014年 - 『羊の木』で第18回文化庁メディア芸術祭マンガ部門優秀賞受賞[9]
- 2016年 - 『誰でもないところからの眺め』で第45回日本漫画家協会賞優秀賞受賞

## 作品リスト

### 漫画作品
- 『ネ暗トピア』（竹書房・ギャグダ 1979年 - 1985年、単行本全7巻）
  - のちに復刻版として『ネ暗トピア リターンズ』（竹書房、2012年）
- 『たーしょスペル』（竹書房・北野英明マガジン 1981年）
- 『しののめの人』（淡路書房・漫画セクシャル 1981年）
- 『てーじろーさん』（竹書房・ギャグダ 1981年）
- 『なしくずし劇場』（考友社出版・漫画大飯店 1981年）
- 『怒ったかんねっ』（竹書房・近代麻雀オリジナル 1982年）
- 『漫中天奇聞』（蒼竜社・漫画ラブトピア 1982年）
- 『さばおり劇場』（講談社・モーニング 1982年 - 1984年、全2巻） - 『モーニング』創刊1号からの連載作品。
- 『あんたが悪いっ』（実業之日本社・漫画サンデー 1983年 - 1984年、単行本全3巻）
- 『やんのかコラッ』（白夜書房 1983年5月 ISBN 978-4-93-825644-9）
- 『熱烈ギャグ噴射だっっ』（白夜書房 1983年9月） - 今村直道との共作。
- 『いがらしみきおの「しこたま」だった!』（白泉社・少年ジェッツ 1983年、全2巻）
- 『かかってきなさいっ』（辰巳出版 1984年3月）
- 『家宝』（一水社 1984年4月）
- 『ぼのぼの』（竹書房・まんがライフ・まんがくらぶ・まんがライフオリジナル 1986年 - 連載中、既刊49巻）
  - 『ぼのぼのs』（竹書房・まんがくらぶ 2015年 - 2017年、全2巻）
  - 『ぼのちゃん』（竹書房・まんがライフオリジナル 2015年 - 2020年、全8巻）
  - 『でぶぼの』（竹書房・まんがくらぶ 2017年 - 2018年、全1巻）
  - 『いぬぼの』（竹書房・まんがくらぶ 2018年 - 2019年、全1巻）
  - 『ぼのぼの人生相談』（竹書房・まんがライフオリジナル 2020年 - 2022年、既刊1巻）
- 『BUGがでる』（竹書房 1988年1月）
- 『3歳児くん』（スコラ 1990年 - 1991年、全2巻）
  - のちに『全集3歳児くん』（1994年、全1巻）
- 『たいへん もいじーちゃん』（モスバーガー・モスモス連載 1991年 - 1996年、単行本：角川書店 1999年8月 ISBN 978-4-04-853097-2）
- 『のぼるくんたち』（講談社 1992年 - 1993年、全2巻）
- 『いがらしみきお自選集』（竹書房 1994年、全5巻）
- 『忍ペンまん丸』（エニックス・月刊少年ガンガン 1995年 - 1999年、全11巻）
- 『ガキおやじ』（講談社・モーニング 2000年、全3巻）
- 『Sink』（竹書房 2001年 - 2004年、WEB連載、全2巻）
- 『フンティーとレポンちゃん』（竹書房・まんがライフオリジナル 2003年 - 2006年、全1巻）
- 『ペケペケペケル』（ポプラ社・プレコミックブンブン 2004年 - 2005年、全2巻）
- 『日々のわざをなし終えて』（小学館・ビッグコミック増刊号 2005年）※未単行本化
- 『ワタシとこどもの14章』（朝日新聞出版・AERA with Kids 2006年 - 2015年、全1巻）
- 『ひとねこペネ』（竹書房・まんがライフオリジナル 2006年 - 2009年、全1巻）（2010年2月 ISBN 978-4-8124-7235-4）
  - 『お猫見』（竹書房 2022年、全1巻）※まんがライフオリジナルに不定期連載された上記のスピンオフ作品
- 『いがらしみきおモダンホラー傑作選 ガンジョリ』（小学館 2007年12月 ISBN 978-4-09-181665-8）
- 『かむろば村へ』（小学館・ビッグコミック 2007年 - 2008年、全4巻）
- 『きょうのおことば』（Bbmfマガジン、2009年6月 - 2010年3月、全5巻）
- 『なりきりコスピーちゃん』（竹書房・まんがライフオリジナル 2010年 - 2012年）※未単行本化
- 『I【アイ】』（小学館・月刊IKKI 2010年 - 2013年、全3巻）
- 『羊の木』（原作：山上たつひこ 講談社・イブニング 2011年 - 2014年、全5巻）
- 『いがらしみきおの笑いの神様』（竹書房・まんがライフSTORIA  2013年-）※オムニバス作品
- 『今日を歩く』（小学館・WEBイキパラCOMIC 2014年 - 2015年、全1巻）（2015年3月 ISBN 978-4-09-188682-8）
- 『誰でもないところからの眺め』（太田出版・atプラス 2014年 - 2015年、全1巻）（2015年9月 ISBN 978-4-7783-2251-9）
- 『動物園のボブ』（太田出版・Quick Japan 2016年、『お人形の家 寿』に収録）
- 『お人形の家 寿』（太田出版・Quick Japan 2017年 - 2021年、全1巻）
- 『ふつうのきもち』（双葉社・Webアクション 2018年 - 2020年、全1巻）
- 『あなたのアソコを見せてください』（太田出版・Ohta Web Comic 2019年、全1巻、ISBN 978-4-7783-2302-8）
- 『人間一生図巻』（双葉社・webアクション 2021年[10] - 2024年、全1巻）

### 絵本
- ぼのぼの絵本 かわいそうのこと（竹書房）
- ぼのぼの絵本 大きいのこと 小さいのこと（同）
- ぼのぼの絵本 メガネヤマネくんのこと（同）
- ぼのぼのえほん クリスマスのこと（同）
- ぼのぼのえほん ツワイオのこと（同）
- ぼのぼのえほん しまっちゃうおじさんのこと（同）
- ぼのぼのえほん　ボクたちの森のこと（同）

### エッセイ
- ワタシ―いがらしみきおの日記（白泉社、1989年4月 ISBN 978-4-59-273063-7）
- IMONを創る（アスキー、1992年10月 ISBN 978-4-75-610653-7）のち石原書房、2023年
- ものみな過去にありて（仙台文庫、2012年12月）
- 花火の音だけ聞きながら（双葉社、2017年7月 ISBN 978-4-575-31279-9）

### パソコンソフト
- ぼのいじり（バンダイビジュアル）

### アニメ作品
- まんが日本昔ばなし『飯降山』（1994年8月27日） - 文芸（脚本）と演出の両方を担当（この話は長期シリーズの最終回で、いがらしはこの話のみを担当）
- ぼのぼの（第1作）（1995年4月20日 - 1996年3月28日 テレビ東京系）
- 忍ペンまん丸（1997年7月5日 - 1998年3月28日 テレビ朝日系）
- 飛び出せ!ぐりりの大冒険（2005年9月3日 東日本放送）
- ぼのぼの（第2作）（2016年4月2日 - 放送中 フジテレビ）

### その他
- アニメ『メイドインアビス』でエンドカードを2話分描いている。ともにラッコが登場している。
  - メイドインアビス （2017年） - 第1話
  - メイドインアビス 烈日の黄金郷（2022年） - 第1話
- 漫画『うめともものふつうの暮らし』第9巻でコラボイラストを描いている。ぼのぼのとシマリスくんが登場している。

## 関連番組
- BSマンガ夜話 「ぼのぼの」（NHK-BS2 1998年11月10日）- ゲストは堀井憲一郎、濱田マリ、村上知彦（本人出演なし）。

- 伊集院光とらじおと（TBSラジオ 2017年8月12日） - ゲストコーナーに出演し、伊集院と話す。